# Maria Kemenceji
Maria Kemenceji (russisch Мари́я Кеменчежи́, Marija Kementscheschi; * 28. Dezember 1959 in Valkaneş, MSSR, Sowjetunion als Maria Merciuc russisch Мерчук) ist eine ehemalige moldauisch-russische Hürdenläuferin, die sich auf die 100-Meter-Distanz spezialisiert hat und für die Sowjetunion an den Start ging. Ihren größten Erfolg feierte sie mit dem Vizehalleneuropameistertitel über 50 m Hürden 1981 in Grenoble.

## Sportliche Laufbahn
Erste internationale Erfahrungen sammelte Maria Kemenceji vermutlich im Jahr 1977, als sie bei den Junioreneuropameisterschaften in Donezk in 13,71 s die Bronzemedaille über 100 m Hürden gewann und im Fünfkampf mit 4059 Punkten den fünften Platz belegte. 1981 gewann sie bei den Halleneuropameisterschaften in Grenoble in 6,80 s die Silbermedaille über 50 m Hürden hinter der Polin Zofia Bielczyk und im selben Jahr gewann sie bei der Sommer-Universiade in Bukarest in 13,13 s die Silbermedaille über 100 m Hürden hinter der US-Amerikanerin Stephanie Hightower. Im Jahr darauf belegte sie bei den Halleneuropameisterschaften in Mailand in 8,64 s den sechsten Platz über 60 m Hürden und im September gelangte sie bei den Freiluft-Europameisterschaften in Athen mit 12,85 s auf den fünften Platz. 1985 beendete sie dann ihre aktive sportliche Karriere im Alter von 26 Jahren.
In den Jahren 1981, 1982 und 1984 wurde Mertschuk sowjetische Meisterin im 100-Meter-Hürdenlauf.

## Persönliche Bestzeiten
- 100 m Hürden: 12,81 s (+1,0 m/s), 26. Juni 1982 in Cottbus (moldauischer Rekord)
  - 50 m Hürden (Halle): 6,80 s, 21. Februar 1981 in Grenoble (moldauischer Rekord)
  - 60 m Hürden (Halle): 8,07 s, 20. Februar 1982 in Moskau (moldauischer Rekord)